# 北顿涅茨河战役
顿涅茨河战役是2022年5月发生的一系列军事交战，最引人注目的是5月5日至13日发生在利曼-北顿涅茨克的顿巴斯战役前线軍事衝突。北顿涅茨河战役是俄罗斯入侵乌克兰期间东乌克兰攻势的一部分。
俄罗斯部队方面參與此次作戰的是第41合成集团军的第74摩步旅。 当俄罗斯人试图在莫特罗尼夫卡、比洛霍里夫卡和谢列布良卡等村庄附近的顿涅茨河上进行强行渡河时，被30机械化旅的坦克和17坦克旅的炮兵击败。
乌克兰部队此前曾设法击退了多次试图渡河的俄罗斯部队。5月10日一次決定性會戰中，俄羅斯一個營級戰術群在進行包圍時反被烏克蘭方面的砲兵摧毁，事後統計現場近百輛裝甲車失去戰鬥力。

## 背景
顿涅茨河是乌克兰第四长的河流，也是乌克兰东部最长的河流，长期以来一直被认为是乌克兰武装部队的战略防线。
在2022年顿巴斯战役期间，俄罗斯军队向利曼推进。顿涅茨河是挡在俄国人攻势面前的一個障碍。俄罗斯试图建造浮橋，以方便运输部队和装备过河。

## 战役过程
5月5日清晨，俄罗斯军队在炮击之后，试图在莫特罗尼夫卡渡河，但被乌克兰军队和坦克阻止。第30机械化旅的两辆乌克兰坦克在1,200（3,900英尺）的距离上与至少四或五辆俄罗斯BMP、两艘船和两个步兵班交战，阻止了俄军前进的步伐。此后，一场炮火对决接踵而至，在此期间，俄国人损失了10辆汽车和桥头堡。

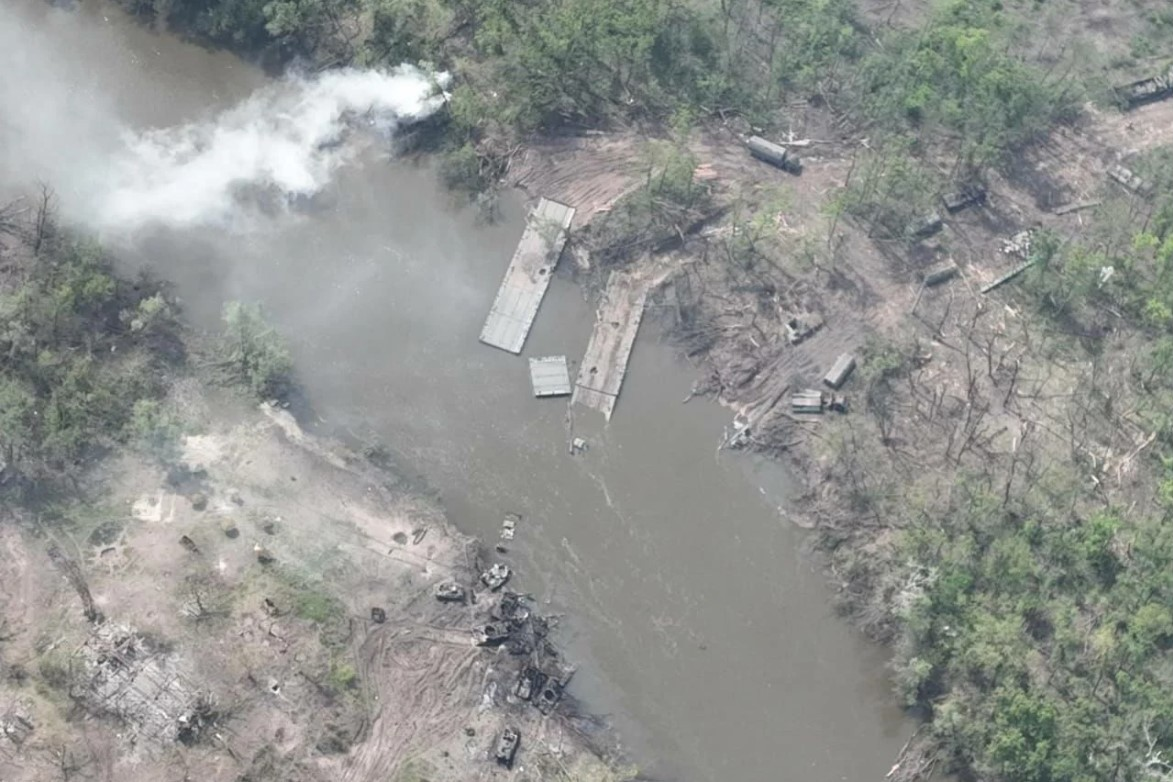
比洛霍里夫卡附近被摧毁的俄罗斯桥梁和车辆

5月8日，俄军在比洛霍里夫卡建造了一座横跨顿涅茨河的浮桥。在故佈疑陣的掩護下，試圖讓数以千计的人员、坦克和其他军用车辆准备越过河的西岸，作为他们向西向利曼大范围推进的一部分。
同一天，乌克兰第17坦克旅派出一个侦察分队到河的西岸侦察俄罗斯在该地区的部署情况。俄罗斯军队随即在该地区投掷了烟雾弹，产生的烟雾造成了该地区的能见度降低。为了应对这种情况，乌克兰部队部署了无人机，并在清晨成功发现了俄军架设的浮桥。 这一信息马上被转达给了驻扎在整个地区的乌克兰空军和炮兵分队，他们用空中和炮火的联合轰炸来打击这座桥。 5月10日，该桥被证实已被摧毁。 乌克兰步兵声称在这个过境点被炮火摧毁了 30 辆车辆，另有 40 辆车辆炮火炸残，共计 70 辆。乌克兰军队仅在比洛霍里夫卡战斗现场就炸毁了四座独立的桥梁。
5月12日左右在比洛霍里夫卡和谢列布良卡之间建造的最后一座桥也被烏克蘭摧毁，最后一支俄罗斯军队于5月13日撤退到河边。

## 伤亡和损失
根据战争研究所（ISW）的数据，在参与比洛霍里夫卡附近企图越境的大约550名俄罗斯士兵中，有485人被杀或受伤，80多件俄罗斯装备被毁。 《泰晤士报》估计有超过1000名士兵在顿涅茨河战役中被杀，而《新闻周刊》则援引乌克兰的说法，称有多达1500名士兵在战斗中被杀。
俄军总共建造了四座桥，建立了三个桥头堡：一个在德罗尼夫卡，两个在比洛霍里夫卡，还有一个在谢列布良卡。 整场战斗持续了八天（5月5日至5月13日），期间俄军设立的所有桥梁和桥头堡全部被乌克兰军队摧毁。据报道，总共有两个俄罗斯营级战术群被摧毁和击溃。
据卢甘斯克州州长谢尔盖·盖达伊称，在战斗中，乌克兰人摧毁了俄罗斯的坦克、装甲车、架桥设备、直升机和快艇。 盖达伊声称，乌克兰军队摧毁了两个俄罗斯营级战术群，将近1000余名士兵。
另一个消息来源称俄罗斯损失了至少六辆坦克、十四辆步兵 BMP 装甲车、七辆两栖 MT-LB多用途裝甲車车辆、其他五辆装甲车和一艘拖船。 根据无人机镜头计算得出，俄罗斯损失了 73 辆车辆和设备。
2022年5月11日，第12工兵旅指挥官丹尼斯·科兹洛夫上校阵亡，這是在两个月的战斗中该旅第二位陣亡的指挥官，也是戰爭期間第42名陣亡的俄罗斯上校。

## 各方反应和战后分析
由于渡河的血腥和代价高昂，这场战斗引起了媒体的极大关注。最令人惊讶的是，这场战斗引起了亲俄罗斯的知名军事博客对俄罗斯武装部队的批评。其中一位博主Yuri Podolyaka在网上写道。“压倒我耐心的最后一根稻草是在比洛霍里夫卡周围的事件，由于愚蠢——我强调，由于俄罗斯指挥部的愚蠢——至少有一个营级战术群被摧毁，可能是两个”。波多亚卡进一步指出，俄军缺乏必要的武器和装备来作战，并批评俄罗斯军事领导人在整个入侵过程中重复同样的错误。另一位名叫Starshe Eddy的知名博主称指挥官的行为“不是白痴，而是直接破坏”。第三位名叫弗拉德伦-塔塔尔斯基的博主也对俄罗斯指挥官和他们的战术提出了非常严厉的批评，他写道。“除非我们得到在河边埋下B.T.G.的军事天才的姓氏，并且他公开回答，否则我们不会有任何军事改革”。

## 文化影响
俄军在顿内次河遭遇的巨大损失成为了战争中的标志性事件之一，经常被交战双方提及。2023年初，俄军尝试在另一处战线的武赫莱达尔发动进攻结果又遭击败，社交媒体上亲俄宣传分子将其北顿内次河之战中的失败相提并论，并斥责俄军指挥官为“傻瓜”。